# New York State Route 216
New York State Route 216 oder kurz NY 216 ist eine kurze State Route, die vollständig im Dutchess County in New York in den Vereinigten Staaten verläuft. Die 10,01 km lange Landstraße verbindet die New York State Route 52 in Stormville im Osten mit der New York State Route 55 in Poughquag im Westen. State Route 216 war in den 1920er Jahren Teil der New York State Route 39. Bei der Neunummerierung 1930 wurde die damalige NY 39 als Teil der New York State Route 52 neu festgelegt. NY 52 erhielt einige Jahre später die Bezeichnung NY 216. 1970 wurde die State Route 216 auf ihren heutigen östlichen Endpunkt in Poughquag beschnitten.

## Streckenbeschreibung

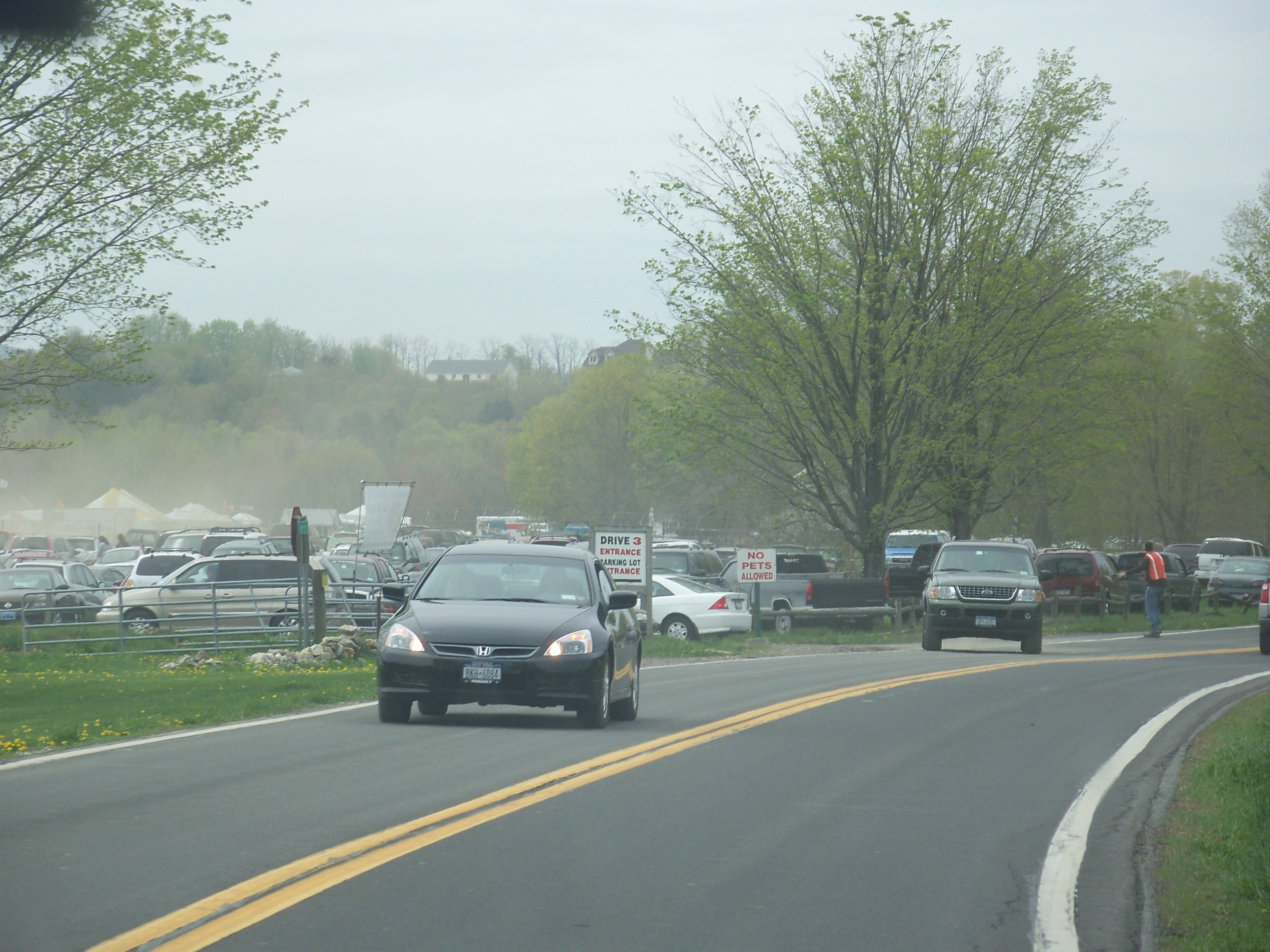
NY 216 unweit des Beginns beim Flughafen von Stormville.

Der westliche Endpunkt der NY 216 liegt an der Kreuzung mit der New York State Route 52 in Stormville, direkt südlich des Branton Woods Golf Clubs. Sie führt nordwärts in das Zentrum von Stormville und kreuzt dort die alte Route 52. Die Strecke knickt zunächst scharf nach Osten ab und dann nach Norden, bevor sie die Phillips Road kreuzt und in östlicher Richtung aus der Stadt führt. Weiter östlich im Village Green Haven quert die NY 216 die County Road 8 und anschließend mehrere Straßen mit lokaler Bedeutung und biegt dann nach Norden ab. Sie kreuzt in Poughquag die County Road 7. Südlich des Friedhofs von Beekman endet NY 216 an der NY 55.

## Geschichte

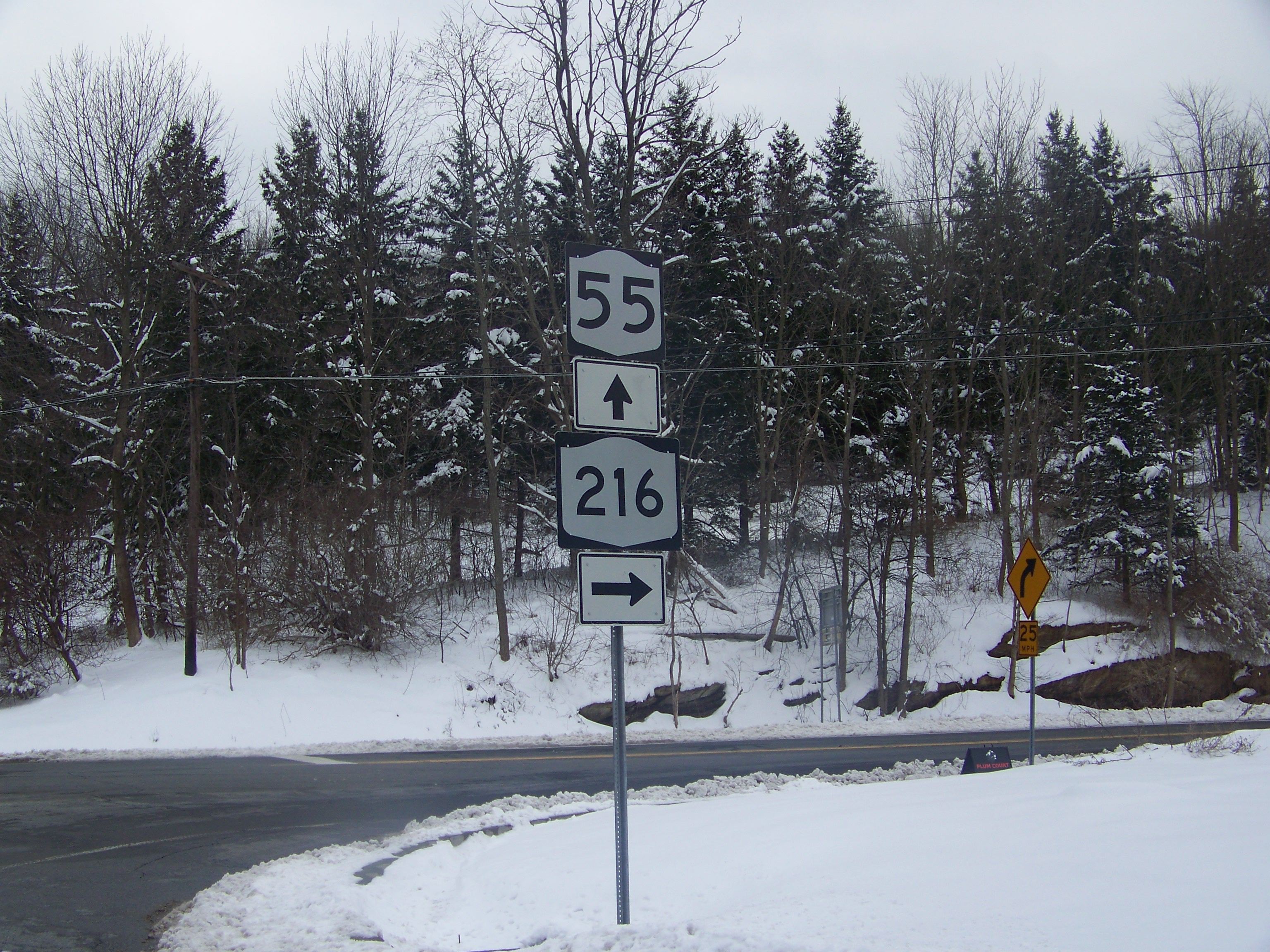
Ende der NY 216 an der NY 55

Die heutige State Routes 216 und 55 waren 1926 ein Teil der damaligen State Route 39. Bei der Neunummerierung 1930 wurde der Abschnitt der NY 39 zwischen East Fishkill und dem westlichen Rand von Patterson Teil der neufestgelegten New York State Route 52. Der Abschnitt der alten Route 39 zwischen Poughkeepsie und East Fishkill wurde zur New York State Route 202. Zwischen Patterson und der Kreuzung mit der New York State Route 22 wurde die alte NY 39 als New York State Route 311 festgelegt. Einige Jahre später wurde eine Teilstrecke der NY 52 neu als New York State Route 216 ausgeschildert.
Im Jahr 1938 wurden die Streckenverläufe von  NY 52 und NY 216 getauscht; State Route 52 erhielt zwischen Stormville und Lake Carmel die heutige Streckenführung und die vormalige Trasse zwischen Stormville und Patterson wurde zum Teil der State Route 216. Bis zum 1. Januar 1970 wurde an dieser Trassierung nicht mehr gerührt, doch dann wurde State Route 216 in Poughquag auf den heutigen Endpunkt verkürzt. Gleichzeitig wurde der frühere Abschnitt der NY 216 zwischen West Pawling und Patterson als New York State Route 292 ausgewiesen.